# Señor alcalde
Señor alcalde fue una sitcom española emitida por Telecinco en 1998. Se emitió en dos temporadas: La primera iniciada el 21 de enero de 1998 y la segunda el 7 de julio de ese año.

## Argumento
Pablo es un hombre viudo, padre de tres hijos que acaba de ser elegido alcalde de su pueblo, Encinar de la Torre, por el Partido Independiente de Encinar (PIE). En el día a día de la convivencia en el pueblo, se encontrará con los continuos problemas que le plantean los concejales del partido de la oposición, Virginia (mujer divorciada y con dos hijos, que vive con su madre Amparo) y Ramón.
.

## Reparto
- Carlos Larrañaga ...  Pablo Herrera
- María Barranco ...  Virginia
- Álvaro de Luna ...  Ramón
- Luis Merlo ...  Dani Herrera
- Manuel Alexandre ...  Don Guillermo
- Roberto Cairo ...  Luis
- Pedro Civera ...  Joaquín
- Maribel del Prado ...  Beatriz
- María José Frías ...  Elena
- Marisa Lahoz ...  Angelines, mujer de Ramón.
- Juan Márquez ...  Toni
- Luis Perezagua ...  Benito
- Concha Rosales ...  Charo
- Tomás Sáez ...  Pascual
- Carme Elías ...  Alicia (2ª temporada)
- Chiquito de la Calzada ... Currito (2ª temporada)
- Arantxa de Juan ...  Concha
- Ites Menéndez ...  Luisa
- Jesús Ruyman ...  Ginés
- Javier Pereira ...  Javi
- Irene Santos ...  Reyes
- Ana Asensio ...  Recepcionista
- Marisa de Leza ...  Amparo
- Miguel Campos ...  Celador
- Fede Celada ...  Funcionario Cultura
- Kino Pueyo ...  Cliente máquina
- Francisco Cecilio ...  Cura

## Artistas invitados
- Josele Román
- Javier Gurruchaga
- Verónica Mengod
- Bibiana Fernández
- Pastor Serrador

## Ficha técnica
- Dirección: Jaime Botella, Raúl de la Morena, Eusebio Graciani, José Ramos Paíno.
- Guiones: Luis Acosta, Lola Rojas, Covadonga Espeso, Francisco Prada, Juanjo Díaz Polo.
- Producción: Eduardo Campoy, Manuel Muñoz Pombo
- Fotografía: Tote Trenas.
- Dirección Artística: Javier Fernández
- Maquillaje: Arrate Garmendia, Sonia Teruel
- Ayudantes de dirección: José Ángel Cabañas, Pedro A. Martínez.
- Vestuario: Pilar Sáinz Vicuña
- Realización: Emilio McGregor
- Montaje: Rafael de la Cueva

## Datos extras
- La serie se rodó en la población de Casarrubios del Monte (Provincia de Toledo).
- Carlos Larrañaga y Luis Merlo, padre e hijo en la vida real interpretan igualmente a un padre y su hijo en la ficción.